# 用作公園
用作公園（ゆうじゃくこうえん）は、大分県豊後大野市朝地町上尾塚にある公園。
元岡藩の家老の別荘地の庭園を公園としたもの。北側の心字池、南側の丹字池の2つの池を中心に、500本を越えるモミジやカエデなどの紅葉樹が植えられており、紅葉の名所として名高い。11月の紅葉期間中の週末や祝日にはライトアップが行われ、もみじ祭りが開催される。

## 歴史
「用作」という名は、鎌倉時代にこの地の地頭であった大友（志賀）能郷（大友能直の八男）が所有する用作田があったことに由来する。
大友氏の改易後は、岡藩主中川氏の領地となり、寛文4年（1664年）には第3代藩主中川久清から家老の中川平右衛門長伸に別邸地として下賜された。中川平右衛門はこの地に書院造りの屋敷を構え、庭園を整備した。庭園には、用作田で湧水が多かったことを利用して心字池と丹字池の2つの池が作られ、多くの楓や松が植えられた。
岡藩の参勤交代の経路に位置するこの地には、藩主中川氏が参勤交代の途上などにたびたび立ち寄るとともに、田能村竹田や頼山陽といった文人墨客も多く来訪し、岡藩の玄関、接客所としての役割を果たした。

## 交通
- JR九州豊肥本線朝地駅下車、徒歩30分